# Северная Чжоу
Северная Чжоу — тобасское государство периода Северных и Южных Династий в Северном Китае в 557—581 годах. Возникло на месте государства Западная Вэй. Впоследствии его сменила здесь династия Суй.
Основание власти Северной Чжоу было положено Юйвэнь Таем, главнокомандующим Западной Вэй, в годы, последовавшие за разделом империи Северная Вэй на Западную Вэй и Восточную Вэй в 535 году. После смерти Юйвэнь Тая в 556 году его племянник Юйвэнь Ху принудил императора Гун-ди к отречению в пользу сына Юйвэнь Тая, Юйвэнь Цзюэ (императора Сяо Минь-ди), основав династию Северная Чжоу. Царствования первых трех императоров (сыновей Юйвэнь Тая) — Сяо Минь-ди, Мин-ди и У-ди, — прошли под реальной властью Юйвэнь Ху, до самой его смерти в 572 году (он был убит, попав в засаду, устроенную императором У-ди, который с этого времени стал править самостоятельно). Под властью способного императора У-ди Северная Чжоу в 577 году уничтожила своего соперника — империю Северная Ци, присоединив её территорию. Однако смерть императора У-ди в 578 году оказалась роковой для государства, так как его сын, император Сюань-ди был своевольным и жестоким правителем, чье экстравагантное поведение привело к ослаблению государства. После смерти Сюань-ди в 580 году (когда он уже официально носил титул императора в отставке (тайшан-хуан)), тесть императора, Ян Цзянь, взял власть в свои руки, а в 581 году сместил сына Сюань-ди, императора Цзин-ди, основав империю Суй. Императорский род Юйвэнь, вместе с юным императором Цзин-ди, был впоследствии истреблен Ян Цзянем.
С 576 года государство ежегодно выплачивало дань Тюркскому каганату в виде 100 тысяч кусков шёлковой ткани, за что тюрки помогали ей совершать походы в глубь территории Бэй Ци.

## Императоры Северной Чжоу
| Посмертное имя (諡號 shìhào)                         | Личное имя                    | Годы правления | Эра летоисчисления (年號 niánhào) и годы эры                                                                                    |
| ---------------------------------------------------- | ----------------------------- | -------------- | --- |
| Сяо Минь-ди 孝閔帝 Xiàomǐndì                         | Юйвэнь Цзюэ 宇文覺 Yǔwén Jué  | 557            | отсутствует |
| Мин-ди 明帝 Míngdì) или Сяо Мин-ди 孝明帝 Xiàomíngdì | Юйвэнь Юй 宇文毓 Yǔwén Yù     | 557—560        | - Учэн (武成 Wǔchéng) 559—560                                                                                                   |
| У-ди 武帝 Wǔdì                                       | Юйвэнь Юн 宇文邕 Yǔwén Yōng   | 561—578        | - Баодин (保定 Bǎodìng) 561—565 - Тяньхэ (天和 Tiānhé) 566—572 - Цзяньдэ (建德 Jiàndé) 572—578 - Сюаньчжэн (宣政 Xuānzhèng) 578 |
| Сюань-ди 宣帝 Xuāndì                                 | Юйвэнь Юнь 宇文贇 Yǔwén Yūn   | 578—579        | - Дачэн (大成 Dàchéng) 579 |
| Цзин-ди 靜帝 Jìngdì                                  | Юйвэнь Чань 宇文闡 Yǔwén Chǎn | 579—581        | - Дасян (大象 Dàxiàng) 579—581 - Дадин (大定 Dàdìng) 581                                                                        |